# Шлеппегрелль, Фредерик Адольф
Фредерик Адольф Шлеппегрель (дат. Friderich Adolph Schleppegrell; 28 июня 1792, Брунлауге, Датско-норвежская уния — 26 июля 1850, Фленсбург, Дания) — датский военачальник, генерал-майор (1848).

## Биография
Родился в Брунлаге в семье генерал-майора Отто Генриха фон Шлеппегреля. В 1815 году он отправился в Германию, где поступил на службу в прусскую армию, где принимал участие в оккупации Франции союзниками. Затем вступил в датскую армию, после чего служил на севере Франции.
В 1820—1842 годах Шлеппегрель служил в 3-м Ютландском пехотном полку в Ольборге, где дослужился до майора.
Шлеппегрель особенно известен своими заслугами в Трехлетней войне, где он в 1848 году в звании полковника получил командование корпусом. За его успешные действия, в 1848 году он был произведен в генерал-майоры.
В этом звании он стал командиром 2-й армейской дивизии, которая начала атаку на Истед 25 июля 1850 года. В ходе сражения он был тяжело ранен, и умер от ран в Фленсбурге в тот же день.